# Camponotus universitatis
Camponotus universitatis је инсект из реда Hymenoptera и фамилије Formicidae.

## Угроженост
Ова врста се сматра рањивом у погледу угрожености врсте од изумирања.

## Распрострањење
Врста је присутна у Немачкој, Француској и Швајцарској.